# Univers de Bleach
1. ↑  Incompatible avec Firefox 23 au 20/09/2013. Site officiel : http://piro.sakura.ne.jp/xul/_rubysupport

L’univers de Bleach est un univers fictionnel créé par Tite Kubo dans lequel se déroule l’histoire du shōnen manga Bleach, et de l’anime associé.
Prenant part en partie dans le monde réel, il présente une vision de la vie après la mort où les âmes des morts vont dans un monde appelé Soul Society une fois envoyés par des shinigami, montrés comme des âmes humaines ayant un pouvoir spirituel suffisamment puissant pour prendre les armes et utiliser ce pouvoir pour protéger le monde des vivants. 

## Âmes et pouvoirs

### Énergie spirituelle
L'énergie spirituelle (霊力, Reiryoku, lit. pouvoir spirituel) est dans l'univers de Bleach la source de vie de toute âme. Suffisamment élevée, elle est aussi source de pouvoirs dépendant de la sensibilité extrasensorielle et de la volonté de l'utilisateur. Les capacités surhumaines des shinigami et des arrancars reposent sur son utilisation et, canalisée, elle sert aussi à alimenter les pouvoirs des zanpakutō ou à réaliser des sorts de nécromancie. Cette énergie peut être matérialisée afin d'être utilisée comme projectile.
Similaire au ki (気) du taoïsme, en étant diffusé dans l'air, il peut servir comme une aura de manifestation de puissance afin d'effrayer et de neutraliser les mouvements de l'adversaire,,,. Cette technique, appelée dans Bleach la pression spirituelle (霊圧, Reiatsu), est similaire à l'aura de ki des maitres de kenjutsu que l'on peut trouver dans certaines fictions de chanbara.
Quant au Reishi (霊子, particules spirituelles), il s'agit de la matière spirituelle qui compose les corps des Shinigami et des Hollows mais aussi de l'environnement de la Soul Society et du Hueco Mundo (végétaux, minéraux, habitations...).

### Hogyoku
Le Hogyoku est un orbe qui détient le pouvoir de briser les limites spirituelles des entités, qu'il s'agisse de shinigami ou de hollow. Le pouvoir de cet orbe permet à celui qui l'emploie de développer une très grande quantité de reiatsu (énergie spirituelle). Créé par Kisuke Urahara, cet orbe représente un trop grand danger pour la Soul Society et provoque son bannissement. Cependant, avant son exil, il décide de dissimuler l'orbe au sein de l'âme de Rukia sans qu'elle en ait connaissance.
L'orbe est l'objet des convoitises et manigances d'Aizen qui a pour projet de créer un Arrancar à partir d'un hollow. Avant de mettre la main sur le Hogyoku, il ne parvient qu'à créer des hollow améliorés comme Grand Fisher. Cependant, après l'arc de la Soul Society, il récupère l'orbe et crée dix Arrancars qui portent le nom d'Espadas (épée en Espagnol).

### Espèces

#### Shinigami
Les shinigami (死神, lit. Dieu de la mort), dans Bleach, sont des âmes (pour la plupart) d'apparence humaine faisant partie de l'Armée royale. Lorsqu'une personne meurt, son âme est transférée à la Soul Society, où elle "renaît" dans le Rukongai.
Le concept des shinigamis tire ses racines de folklore occidental traduits en japonais tels que certaines histoires des contes de l'enfance et du foyer nommées Shinigami no Tsukai (messager de la mort) et Shinigami no Nadzuke-oya (parrain de la mort). La Mort, dans le tarot, porte également le nom de Shinigami. Dans la culture japonaise, le Shinigami porte donc les attributs de la Grande Faucheuse. A ceci s'ajoute une autre perception qui est celle d'un dieu qui transporte les âmes.
Les shinigami dans Bleach portent un uniforme appelé shihakusho avec un kimono noir et un hakama. Ils portent un Zanpakutō qui canalise leur pouvoir afin de pouvoir se battre contre les Hollows et procéder à un enterrement de l’âme (魂葬, konsō) auprès des âmes qui ne sont pas encore transformées.
Leurs principaux rôles sont :
- de défendre les vivants contre les hollows, dont ils purifient l'âme à l'aide de leur zanpakutō[12];
- d'envoyer les Plus à la Soul Society via un enterrement de l’âme (魂葬, konsō?)[9]
- de faire respecter l'ordre à la Soul Society et de mettre en application les décisions prises par la chambre des 46, organe gouvernemental et judiciaire du seireitei, dont l'autorité sur les Shinigami est totale en la matière[13].

Combattre les hollows a également pour but de maintenir l'équilibre des forces entre les konpaku (âmes) du monde vivant et de la Soul Society face aux hollows.

#### Âmes (konpaku)
Konpaku signifie âme en japonais. Dans Bleach, ces âmes sont considérées comme des entités constituées de forces spirituelles. Il existe deux types de konpaku, les plus et les hollows (虚, horō, japonais et anglais pour creux). Lorsqu’une personne meurt dévorée par ses regrets, son âme ne se dirige pas vers la Soul Society mais s'attache aux lieux ou aux personnes représentant ses regrets. Elle y est attachée par sa chaîne du karma (因果の鎖,, Inga no kusari). Parmi les plus, on distingue les jibakurei (地縛霊, lit. esprit lié à la terre) pour les âmes liées à un lieu et les tsukirei (自縛霊, lit. esprit lié à soi) pour les âmes liées à une personne.
Avec le temps, la chaîne se corrode et un trou se forme dans la poitrine. Les âmes qui se situent dans un stade avancé sont alors considérés comme des demi-hollows, menaçant de se transformer à tout instant en hollow si la chaîne termine de se corroder ou si le trou termine de se former. Le seul moyen d'empêcher leur transformation est d'effectuer le rituel des âmes sur eux. Lorsque le trou apparait, l’âme explose avant de se reformer sous son nouvel aspect, puis le masque apparaît, ; une âme ayant suffisamment de volonté peut résister au processus et voir le masque apparaître en premier, cependant cela ne change rien à sa transformation en hollow, sauf si elle possède la puissance spirituelle de se transformer en shinigami.
Le temps est la première raison de la corrosion de la chaine du karma qui s’auto-dévore. Cependant, il faut plusieurs mois, voire plusieurs années avant la transformation en hollow si rien ne vient intervenir,,. L’attaque d'un hollow peut être un motif d'accélération du processus. Certains hollows particulièrement imposants par leur taille sont appelés huge hollows (巨大虚, hyūji horō, lit. anglais et japonais pour énorme creux, dans le contexte énorme hollow),. Ils ont une taille d'approximativement quatre étages mais ne se différencient pas vraiment des autres hollows si ce n'est par leur taille.
Les hollows naissent d’âmes humaines qui, pour diverses raisons, n’ont pas été envoyées à la Soul Society après leur mort et ont fini par se transformer,. Ce sont des âmes corrompues aux pouvoirs surnaturels ; les hollows sont caractérisés par un trou rond dans leur poitrine, à l’emplacement du cœur, symbole de la perte de la conscience et du passage à l’état de masse d’instinct, et par le port d’un masque blanc qui représente la barrière entre la masse d’instinct qu’ils sont devenus et le monde extérieur,. Ils dévorent les âmes d'humains vivants ou décédés pour combler le vide émotionnel créé par leur trou, d’après l'explication de Rukia. Leur famille ou l'objet de leurs regrets avant leur transformation est généralement leur première cible, mais enterre aussi le peu de conscience qu'il leur reste.

##### Menos grande
Les menos grande (大虚, Menosu gurande, lit. espagnol pour moins grand et japonais pour grand hollow, dans le contexte grand menos où menos est à opposer à plus) sont des créatures spirituelles nées de la fusion de centaines d’hollows,, à ne pas confondre avec les huge hollows.
La version la plus courante des menos grande est le gillian (最下大虚, Girian, japonais pour grand hollow inférieur). Ce sont les plus grands en tailles, mais également les plus faibles des menos grande. Comme ils sont très courants, ce sont eux qui illustrent les manuels de l'académie,. Si un gillian arrive à dévorer suffisamment d'autres gillians, il évolue en adjuchas (中級大虚, Ajūkasu, japonais pour grand hollow intermédiaire). Sa taille diminue alors, variant entre celle d'un gros animal à celle d'un huge hollow. Ils sont sept fois plus forts et plus intelligents que les gillian. La dernière évolution, à taille humaine, est le vasto lorde (最上大虚, Vasuto rōde, japonais pour grand hollow supérieur et pseudo-espagnol pour grand seigneur). Leur nombre est inconnu et il n'en existe qu'une poignée.

##### Arrancar
Un arrancar est une évolution différente du hollow, qui a renoncé au port de son masque et l'a arraché, seul ou avec l'aide d'autres arrancars. Il possède alors une apparence humaine, portant un vestige de son masque sur le visage ou la tête. L’arrancar obtient dès lors des pouvoirs proches du shinigami, possède notamment un zanpakutō, qu'il peut utiliser pour le combat, même s'il le fait rarement, ou pour libérer ses pouvoirs de hollow par une transformation appelée la resurecciòn.
Aucun hollow de base ne peut a priori devenir un arrancar ; il semblerait que seul un hollow évolué (gillian, adjuchas ou vasto lorde) peut prétendre à arracher son masque,.
Lorsqu'un menos grande se transforme en arrancar, il prend une apparence très proche de celle des humains. Ceux qui ressemblent le plus à des humains sont d'anciens vastos lordes. Un arrancar est capable de surpasser n'importe quel shinigami. Lorsque Aizen récupère le hogyoku, il transforme des menos grande en arrancar et les réunit dans son palais à hueco mundo. Ils forment les numeros et espada.

#### Quincy
Les Quincy (滅却師, Kuinshī, japonais pour moine de la destruction (mekkyakushi)) formaient une lignée de guerriers humains spirituellement éveillés, pouvant s'apparenter à des archers, mais ont pratiquement disparu à la suite de leur extermination par les shinigami deux siècles avant le début du récit,.
Les Quincy sont nés du désir de certains humains spirituellement éveillés de protéger les leurs des attaques de hollows. Ils ont développé un panel de techniques reposant sur l’absorption des particules spirituelles autour d’eux pour attaquer. L’éventail de leurs techniques repose sur l’utilisation de projectiles, notamment grâce à leurs arcs spirituels.
D’une manière générale, shinigami et Quincy sont comme les deux faces d’une même médaille : l’un s’habille en noir quand l’autre s’habille en blanc ; l’un puise l’énergie au fond de lui pendant que l’autre rassemble celle qui l'entoure ; l’un utilise un sabre là où l’autre utilise une arme à projectiles ; et l’un purge les âmes quand l’autre les détruit. C’est ce dernier point qui a poussé les shinigami à anéantir les Quincy car, en détruisant les âmes plutôt que de les amener à rejoindre la Soul Society, ils menaçaient l'équilibre des dimensions et donc risquaient de détruire à la fois le monde terrestre et la Soul Society. Au début prêts à négocier un arrêt des activités des Quincy, les shinigami se retrouvèrent face à un groupe dont la fierté et le désir de protection rendaient impossible tout accord. N’ayant plus d’autre choix pour protéger l’équilibre des mondes, la Chambre des 46 prit alors la décision de les exterminer,.
Seuls trois Quincy sont connus : Uryū Ishida, l’un des personnages principaux du récit, son père Ryūken Ishida et son grand-père et maitre Sōken Ishida. Ce dernier est mort quelques années avant le début du récit et n’apparait que dans les souvenirs d’Uryū Ishida, et bien que celui-ci tout comme son grand-père ne porte pas préjudice aux shinigami pour la quasi-extinction des Quincy, il les déteste pour ne l’avoir ni aidé lorsqu’il en avait besoin, ni écouté lorsqu’il proposait une alliance afin d'être plus efficace pour vaincre les hollows,,.
Avec le nouvel arc Thousand-Year Blood War, les Quincy prennent une toute nouvelle dimension et transforment fondamentalement l'univers de Bleach. Ils s'affirment comme le groupe le plus important et puissant de cet arc en dévoilant trois nouvelles communautés : les Lichtreich (Empire de la lumière), Wandenreich (Empire invisible) et Sternritter (Ordre des chevaliers croisés). Ils représentent des personnages mythologiques des cultes abbrahamiques, bouddhiques et shintoïstes, formant une cosmogonie unifiant l'ensemble des cultes et religions du monde réel.

#### Bount
Les bounts (バウント, Baunto) sont des humains spirituellement éveillés possédant la capacité d'absorber l'âme d'autres êtres vivants afin d'en obtenir l'énergie spirituelle, leur garantissant ainsi puissance et jeunesse éternelle. Dans le passé, ils ont été assimilés aux vampires et chassés comme tels.
Ce sont des êtres artificiels, nés de la fusion accidentelle d'âmes humaines et de mod souls créées à partir d'âmes de shinigami par la scientifique Ran'Tao plusieurs siècles avant le récit.

#### Vizards
Les vizards sont des shinigamis qui ont acquis des pouvoirs de hollow à la suite d'une expérience d'Aizen, vice-capitaine de la 5e division à l'époque. Ils arrivent à contrôler leurs pouvoirs, à mettre et à enlever leurs masques, et à se transformer entièrement en hollow. Ils ont tous eu un grade élevé dans le Gotei 13 du Sereitei, soit en tant que lieutenant ou en tant que capitaine, à l'époque où Urahara était capitaine, soit cent-dix ans avant les aventures d'Ichigo.
Après que la Chambre des 46 eut découvert leur transformation, l'ordre fut donné de les exécuter, et ils s'exilèrent dans le monde réel, où ils vécurent cachés jusqu'à ce que les Espadas et Aizen deviennent une menace importante.
Les vizards considèrent Ichigo comme un des leurs, et à ce titre vont l'aider à maîtriser son hollow intérieur.

### Techniques de combat

#### Shinigami
La totalité des techniques des shinigami est contenue dans quatre grandes disciplines de combat : le combat à l'épée, la nécromancie, le close-combat et l'art du déplacement. Une fois devenu un maître dans l'un de ces domaines, le shinigami peut difficilement progresser plus.
Le combat à l'épée (斬術, zanjutsu, lit. art du sabre), le premier de ces domaines, est la pratique du combat à l'aide du zanpakutō (斬魄刀, épée trancheuse d'âme). Il s'agit de la principale technique et diffère d'un shinigami.
La seconde de ces disciplines, la nécromancie (鬼道, kidō, lit. voie du démon), forme un ensemble de techniques similaires à la magie. Lancée par des incantations associant arias et gestes, la nécromancie est divisée principalement en deux groupes distincts de 99 sorts chacun : le Bakudō (縛道, voie de l'entrave) qui sert à la capture et à l'immobilisation et le Hadō (破道, voie de la destruction) qui sert à l'attaque.
Le point faible de l'utilisation de la nécromancie est l'incantation qui demande du temps et, si l'adversaire a de l'expérience dans ce domaine, peut permettre d'identifier et donc de contrer les sorts jetés. Il est toutefois possible de remédier à ce point faible, par exemple en utilisant le eishohaki qui permet de ne pas réciter l'aria au prix d'une petite perte de la puissance du sort, ou encore en combinant les incantations de deux sorts ou plus.
Le close-combat (白打, hakuda, lit. coup blanc) consiste en un ensemble de techniques au corps à corps. C'est la spécialité des forces spéciales.
Enfin, l'art du déplacement (歩法, hohō, lit. méthode des pas) est une discipline consistant à accélérer ses déplacements. Le shunpo (瞬歩, lit. pas éclair) et le senka (閃花, lit. floraison éclair) sont deux exemples des techniques de cette discipline.

#### Arrancar
Tout comme chez les shinigami, on retrouve chez les arrancar les quatre grandes disciplines : le combat à l’épée, l’art du déplacement, la nécromancie et le close-combat. Cependant, bien qu’ils disposent d’un zanpakutō dans leur forme scellée, les arrancar ont comme principales particularités les dons hérités de leur origine d’hollows et pour la plupart d’entre eux, leurs techniques s’appuient avant tout sur leur force et leur résistance physique : ils se concentrent donc principalement sur le close-combat.
Bien que peu d’entre eux utilisent leurs zanpakutō sous forme scellée, les arrancar disposent également d’une forme de libération appelée resurrección (帰刃, Resurekushion, japonais pour Retour de lame, espagnol pour Résurrection). Contrairement aux shinigami dont c’est l’arme qui change de forme et qui gagne en capacités, ce sont les arrancar eux-mêmes qui se transforment lors de la libération de leurs sabres pour retrouver une apparence proche de celle qu’ils avaient avant d’enlever leurs masques. En dehors d'une augmentation des caractéristiques physiques et de la pression spirituelle, les pouvoirs gagnés lors de cette transformation sont fondés sur ceux dont le hollow disposait avant de devenir un arrancar. Tous comme les shinigami, une dernière étape de libération existe, la resurrección segunda etapa (刀剣解放第二階層, Resurekushion segunda etāpa, japonais pour Second niveau de libération de l'épée, espagnol pour Seconde étape de résurrection), cependant seul Ulquiorra Schiffer a montré un tel pouvoir pour le moment et, selon lui, il est le seul à avoir un tel pouvoir.
Leur art de déplacement est appelé le sonído (響転, Sonīdo, japonais pour Cérémonie du son, espagnol pour Son). Zommarie Leroux utilise une variante appelée  gemelos sonído (双児響転, Hemerosu sonīdo, japonais pour Cérémonie des sons jumeaux, espagnol pour Jumeaux sonores) qui, grâce à un déplacement extrêmement rapide, lui permet de créer de faux doubles de lui-même grâce à la persistance rétinienne.
En termes de techniques similaires à la nécromancie, on peut compter notamment le garganta (黒腔, Garuganta, japonais pour Creux noir, espagnol pour Gorge) qui leur permet d’ouvrir un passage entre les dimensions, la negación (反膜, Negashion, japonais pour Anti-membrane, espagnol pour Dénégation) qui leur sert à sauver les leurs en isolant un espace défini du reste du monde et le cero (虚閃, Sero, japonais pour Flash de hollow, espagnol pour Zéro) qui consiste en une libération brutale d’une importante quantité d’énergie spirituelle sous la forme d’un rayon destructeur. Ces deux derniers sont à la base des techniques de menos mais, surtout pour le cero, sont très utilisés par les arrancar au point que certains d’entre eux ont développé une forme particulière de cette technique.
En termes de close-combat, les arrancar ont un défense nommée hierro (鋼皮, Iero, japonais pour Peau d’acier, espagnol pour Fer), qui leur permet d’accroitre la résistance de leur peau, devenant ainsi une véritable armure. Le bala (虚弾, Bara, japonais pour Balle de hollow, espagnol pour Balle) est une technique qui consiste à durcir sa pression spirituelle avant de la projeter sous une forme sphérique ; elle ne peut être comparée au cero en termes de puissance, mais elle est plus rapide et peut être lancée à plusieurs reprises d’affilée,.
En plus de ces techniques, certains arrancar utilisent le pesquisa (探査回路, Pesukisa, japonais pour Circuit de recherche, espagnol pour Recherche) afin de détecter toutes personne possédant ne serait-ce qu'une once d'énergie spirituelle.

#### Quincy
Les Quincy combattent à l'aide d'un arc spirituel qu'ils font apparaître. Les flèches qu'ils tirent sont constituées d'énergie spirituelle ; cette énergie ne vient pas de leur âme mais de particules d'énergie spirituelle mal distribuées dans l'univers, ils peuvent absorder et manipuler. Cependant une évolution est possible tout comme chez les arrancar ou les shinigami : en effet, les arcs des Quincy apparaissent grâce à la croix des Quincy, sorte de pendentif que chacun de ces derniers portent ; mais si un Quincy enfile un gant appelé le sanrei shuto (gant de la sublimation) et qu'il s'entraine en le portant pendant sept jours et sept nuits, il peut sans doute s'approcher de la puissance maximale des Quincy mais il ne peut ensuite plus jamais le retirer, sous peine de perdre totalement ses pouvoirs.
L'ultime technique de guerre des Quincy est nommée le ranso tengai (l'armure du pantin céleste): cette technique, utilisée seulement par les Quincy les plus puissants, permet de combattre même lorsque leur corps est paralysé ou que leurs os sont brisés car elle consiste à créer un voile de fils spirituels qui enveloppe le corps du Quincy et qui l'actionne à son bon vouloir à la manière d'une marionnette.
Enfin, il existe une technique que les Quincy n'utilisent qu'en dernier recours : retirer le sanrei shuto. En effet, retirer ce gant permet pendant quelques minutes de gagner un immense pouvoir car le Quincy détruit alors tout ce qui l'entoure, le réduit en poussière et l'absorbe, c'est de la suggestion d'énergie. Cependant, après ces quelques minutes, cet immense pouvoir s'estompe, et l'individu perd tous ses pouvoirs de Quincy.
Leur art du déplacement est le hirenkyaku, cette technique consiste à concentrer de l'énergie spirituelle à leurs pieds et de se propulser dessus. Cette technique est semblable au shunpo des shinigami et de vitesse équivalente.

#### Bount
Ayant été créé en partie à partir d'âmes modifiées de shinigami, les bounts combattent eux aussi grâce à une arme extérieure, appelée doll, qu'ils fabriquent à partir de leur âme et de leur énergie spirituelle grâce à un catalyseur (le sceau). Tout comme les zanpakutō, les dolls possèdent leurs volontés propres. Une différence essentielle réside cependant dans le fait que la doll est physiquement liée à son propriétaire et entraine la mort de ce dernier si elle est détruite.
Avant d'obtenir la capacité d'invoquer sa doll, un bount doit au préalable subir un entraînement intense sur les plans physique et mental, puis tenter sa première invocation. Si celle-ci échoue ou si, par la suite, la volonté du bount diminue drastiquement, la doll se retourne contre son propriétaire et le dévore.

#### Vizards
Les vizards, en tant que shinigami ayant subi une hollowfication, combinent les techniques de combat au zanpakuto et celles des hollow.

## Lieux

### Karakura
Karakura (空座町, Karakurachō, lit. Ville au siège vide) est une ville fictive située dans la banlieue ouest de Tokyo. C'est le lieu principal des chapitres qui se déroulent dans le monde réel et tous les protagonistes humains y vivent. Elle a l'apparence classique d'une ville japonaise de taille moyenne et est composée de 12 quartiers. Elle est traversée d'est en ouest par une ligne de train et la zone ouest est traversée du nord au sud par la rivière Karasu (空須川, karasu-gawa).
La ville comporte un lycée où Ichigo et ses amis suivent des cours ainsi qu'une école primaire, une clinique de soin tenue par le père de Ichigo et un hôpital abandonné. De plus, Urahara Kisuke y tient un magasin depuis qu'il a été banni de la Soul Society, il y vend de nombreux produits utiles aux shinigami dont notamment les Soul Candy contenant les âmes modifiées.
Aizen cherche à detruire Karakura afin de créer le Ōken (王鍵, Japonais pour  Clé des rois), une clé qui permet d'ouvrir la dimension royale. Pour y parvenir, il doit alors sacrifier cent mille âmes à l'emplacement du jūreichi (重霊地), le lieu où se situe la plus haute concentration d'énergie spirituelle, qui est actuellement situé à Karakura. L'apparition d'un nombre important de hollows y est d'ailleurs directement liée.

### Dangai
Pour passer du monde des vivants à la Soul Society, les âmes doivent traverser le Dangai qui est un corridor animé de vents spirituels, le Koryu, qui dévore la matière spirituelle qui s'en approche. Afin de libérer le Dangai de ces forces, il faut ouvrir la porte d'accès principale, le Senkaimon. Ce système permet d'empêcher les intrus, en particulier les Hollows, de pénétrer dans la Soul Society. De plus, tous les sept jours, le Kototsu, une créature spirituelle ou une vague spirituelle nettoie l'ensemble du passage du Dangai de tout résidu spirituel.
Le seul moyen de traverser le Dangai est d'être un shinigami porteur d'un papillon infernal, ou de profiter d'une ouverture effectuée par un tierce. Les créatures vivantes avec un corps physique n'ont aucune possibilité d'y entrer. Les âmes, encore reliées à leur chaîne du karma, ne peuvent pas non plus y entrer. Toutefois, Urahara parvient à envoyer les amis du monde vivant d'Ichigo Kurosaki en les faisant passer par un convertisseur spirituel.

### Soul Society

#### Généralité
La Soul Society (尸魂界(ソウル・ソサエティ), Sōru sosaetei, japonais pour Monde des âmes mortes, anglais pour Société des âmes) est un ensemble de lieux situé dans une dimension parallèle à la dimension terrestre. C'est le lieu où se retrouvent les âmes humaines après leur mort si elles ne se transforment pas en hollows ou si elles ne sont pas envoyées en Enfer. Elle est en ce sens à comparer au Paradis des religions abrahamiques ; cependant, par son rôle dans la balance universelle des âmes et dans le cycle de réincarnation, elle s'inspire partiellement du bouddhisme et du shintoïsme,.
La Soul Society est une civilisation reposant sur un modèle féodal : elle est officiellement dirigée par un Roi, qui a des vassaux, qui à leur tour ont des vassaux, et ainsi de suite jusqu'à la plèbe, constituée des âmes humaines en attente de réincarnation. Le Japon féodal est donc l'inspiration logique de l'organisation géographique de celle-ci avec un « château seigneurial » où se rassemblent des guerriers d'origine noble au milieu des terres féodales : le Seireitei au centre, entouré du rukongai,.
La disposition du seireitei et du rukongai est similaire à celle d'Heian-kyō, la capitale durant la période Heian (794-1185) au Japon. La qualité de vie des âmes dépend de leur proximité du seireitei. Et, bien qu'il existe une forme d'enfer pour les âmes, les parties les plus externes du rukongai sont particulièrement dangereuses et ne font pas de cet espace un paradis au sens abrahamique du terme,. Le seul moyen de passer du rukongai au seireitei pour une âme est généralement de devenir un shinigami ou d'obtenir un permis spécial.

#### Seireitei
Les shinigami ainsi que les civils de la noblesse vivent dans le Seireitei (瀞霊廷, Cour des âmes pures), une vaste zone située au centre de la ville et qui héberge les grandes familles nobles. Il s'agit du coeur administratif de la Soul Society dans lequel se trouve le Roi, sa famille, la chambre des 46, le Gotei 13, l'Onmitsu Kido et le Corps des Nécromanciens,.
Le Seireitei est entouré de hautes murailles de sekkiseki (殺気石, lit. Pierre avec des pulsions assassines) prolongées par un champ d'« anti-énergie spirituelle », enfermant ainsi le Seireitei dans une bulle,. Kukaku Shiba possède une technologie capable de faire traverser cette sphère. Quatre portails gigantesques peuvent toutefois permettre d'y accéder : le portail du mausolée noir (黒稜門, kokuryōmon, lit. portail du sommet noir) au nord, le portail du flot bleu (青流門, Shōryūmon, lit. portail du courant bleu) à l'est, le portail de la rive écarlate (朱洼門, Shuwaimon, lit. portail du marais vermillon) au sud et le portail de la voie blanche (白道門, hakutoumon) à l'ouest.

#### Rukongai
Les âmes humaines arrivent à la Soul Society dans le rukongai (流魂街, ville des âmes errantes), un immense territoire divisé quatre zones selon les points cardinaux, chacune subdivisée en quatre-vingts secteurs, pour un total de 320 secteurs. Chaque secteur porte un numéro et un nom, plus le nom est bas, plus le secteur est pacifique et proche du Seireitei,.
Les âmes envoyées au rukongai par les shinigamis n'y retrouvent pas leur famille et y sont placés aléatoirement. Ces âmes se rapprochent les unes des autres pour former des structures familiales. La plupart des âmes n'y connaissent ni la faim ni le manque de sommeil car elles n'en ont pas besoin. Le rukongai est également peuplé d'âmes qui ne sont pas mortes dont certains deviennent Shinigami comme Renji et Rukia. Une académie des shinigami, formée 2000 ans auparavant, se trouve au sein du rukongai afin de former les âmes au contrôle et à l'utilisation de leur force spirituelle.

#### Colline duSokyoku
La colline du Sokyoku est une prison et point en hauteur où se déroulent les exécutions à l'aide du Sokyoku, une large hallebarde réputée avoir la puissance d'un million de Zanpakutō. Cette arme n'est employée que pour exécuter les capitaines et prend la forme d'un phoenix nommé roi des épées lorsque le rituel est engagé. Les prisoniers ont pour seule vue la colline et le lieu d'exécution afin de se rappeler quotidiennement les raisons de leur enfermement.

### Hueco Mundo
Le Hueco Mundo est un monde parallèle à celui des humains et à la Soul Society. Il se présente sous la forme d’un immense désert aride dans lequel vivent les hollows et où les plus se font transformer en hollows. Il se situe entre le monde des vivants et la Soul Society. Les shinigami ne peuvent pas s'y rendre sans un guide. On ne peut accéder à ce monde qu'au travers d'un portail garganta que les arrancar sont en mesure d'ouvrir.
Le territoire est constitué d'un immense désert de sable blanc avec quelques arbres décharnés faits à partir d'une matière qui semble être du quartz. Il y fait toujours nuit. Le monde est particulièrement dangereux et les hollow tendent à s'y entre-dévorer afin de gagner en puissance.
A la fin du second arc, lorsque Sosuke Aizen prend possession du Hogyoku, il y prend place avec ses collaborateurs et les arrancars qu'il crée. Il y a un palais.

### Enfer
Quand un hollow né de l'âme d'un humain malfaisant est vaincu par un shinigami, les crimes commis de son vivant ne lui sont pas pardonnés et il va donc en Enfer.
Dans le manga, seules les portes de l'Enfer sont montrées, celles-ci se formant à partir de l'énergie sortant de la blessure infligée par le zanpakuto du shinigami.
La forme des portes varie légèrement entre l'anime et le film Bleach: Hell Verse. Cependant, la structure générale est la même : il s'agit de deux portes coulissantes ornées des moitiés supérieures d'un squelette (crane, colonne vertébrale, cage thoracique), ces squelettes possédant tous deux un bras complet se rejoignant au centre de la porte afin de l'ouvrir. La porte en elle-même est couverte de talismans, de chaînes, et à l'intérieur de deux immenses cordes la rendant quasiment impossible à ouvrir par la force.
L'Enfer en lui-même est décrit dans le film Bleach: Hell Verse, et est divisé en 5 niveaux :
- Premier niveau : composé d'énormes blocs flottant dans les airs ;
- Second niveau : composé d'une immense mer sur laquelle flottent des nénuphars de pierre ;
- Troisième niveau : composé d'un paysage rappelant les rizières en terrasse, couvert de lave jaune ;
- Quatrième niveau : composé d'une mer sur laquelle tombe de la lave, des îles ressemblant à Stonehenge, sur lesquelles se trouvent des squelettes sans bras ;
- Cinquième niveau : similaire à la version traditionnelle que l'on a de l'enfer.

Les habitants de l'Enfer, chargés de punir les âmes, sont les Kushanada (クシャナーダ, kushanāda). Ayant un rôle de gardiens, ce sont des créatures quadrupèdes, dotées d'énormes bras (le bras droit portant un morceau d'armure de style japonais), d'une colonne vertébrale apparente, et de minuscules jambes ; leur tête a la forme d'un crâne humain, un peu allongé vers l'arrière, et dépourvu de mâchoire inférieure.
Les âmes envoyées en Enfer deviennent des Togabito (咎人, togabito). Elles sont surveillées en permanence par les Kushanada (chargés de les récupérer en cas de fuite) et entourées par des chaînes invisibles. Les Togabito rattrapés par les Kushanada sont dévorés, puis renaissent pour être à nouveau torturés.

## Organisation de laSoul Society

### Roi
Bien qu'elle soit officiellement gouvernée par un monarque, la Soul Society n'est pas une monarchie absolue. En effet, les pouvoirs législatifs, exécutifs et judiciaires ont été transférés par le roi à d'autres organismes, dont notamment la Chambre des 46,,. Les membres de la famille royale sont dissimulé de la Soul Society si bien qu'aucun des capitaines ne les a vu. Ils vivent dans une autre dimension scellée au centre de la Soul Society et à laquelle on ne peut accéder qu'avec une clé royale,. Le roi, et la famille royale, sont comparable à des dieux.
Le roi de la Soul Society est appelé Roi Spirituel et prend parfois en charge des missions que les shinigamis ne sont pas en mesure de mener à bien car elles les dépassent.
Néanmoins, en raison de l'importante influence qu'exercent, selon Byakuya, les familles de la haute-noblesse, il est également possible de parler d'aristocratie.

### Le Détachement Royal
Le Détachement Royal ou La Garde Royale, également appelée Division 0, est l'organisme de défense dans la dimension du roi et agit sous les ordres du roi lui-même.
On ne connaît son existence que parce que le prédécesseur de Kisuke Urahara au poste de capitaine de la douzième division, Kirio Hikifune, a été mutée dans cette division. La division 0 fait son apparition dans le chapitre 516. D'après Hirako, la division 0 séjourne au palais du roi des esprits. La division 0 atterrit dans une sorte de tour volante, le Tenchûren, Kyôraku indique que le Tenchûren est le moyen de locomotion de la division 0 qui ne possède pas de soldats, les cinq membres étant tous capitaines. La somme de leurs pouvoirs surpasse le pouvoir des 13 autres divisions réunies. Les membres de la division 0 apparaissent à la fin du chapitre 516, il y a trois hommes, Tenjirō Kirinji, Ichibei Hyōsube et Nimaiya Ôetsu, et deux femmes, Senjumaru Shutara et Kirio Hikifune. La Chambre des 46 n'a aucune autorité sur le détachement royal.

### Noblesse
La noblesse de la Soul Society joue un rôle central dans l’univers de Bleach. Introduites lors de l'arc Soul Society, les Grandes Maisons Nobles apparaissent comme les véritables détenteurs du pouvoir, bien que leur influence soit rarement au premier plan de l'histoire principale. Les romans dérivés, notamment Can’t Fear Your Own World, ont permis d’approfondir cet aspect en dévoilant davantage sur leurs responsabilités, leur histoire et leur impact sur l'équilibre du Monde des Âmes. La particularité des membres de la noblesse est qu'elle est constituée de membres sélectionnés pour leurs capacités spirituelles élevées.
Avant les romans dérivés, les familles se comptent au nombre de quatre. Le roman Can't Fear Your Own World en rajoute une. Parmi les cinq Grandes Maisons Nobles, les plus connues sont le clan Kuchiki, dirigé par Byakuya Kuchiki, et le clan Shihōin, dont Yūshirō Shihōin est le chef. Ces familles possèdent des fonctions distinctes. Par exemple, les Shihōin sont traditionnellement responsables de l’Onmitsukidō (la force secrète), tandis que les Kuchiki sont chargés de préserver l’histoire de la Soul Society. À ces clans s'ajoutent les Shiba, autrefois une Maison Noble majeure mais déchue. Kūkaku Shiba en est l’actuelle représentante,. Le clan Tsunayashiro, introduit dans Can’t Fear Your Own World, incarne une influence plus sombre, sous la direction de Tokinada Tsunayashiro, un antagoniste manipulateur. La quatrième grande maison noble est inconnue. Des familles secondaires ou petite noblesse complètent cette aristocratie comme les Kyōraku, les Kira, les Fēng, les Ōmaeda,, les Kasumiōji et les Ukitake.
Les Grandes Maisons Nobles ne se limitent pas à des privilèges symboliques : elles surpassent le Central 46 et, lorsqu’elles s’unissent, peuvent rivaliser avec la Garde Royale. C'est un système politique où la noblesse agit en coulisses comme une oligarchie contrôlant directement ou indirectement la bureaucratie et les décisions stratégiques. Par ailleurs, les familles nobles sont associées à un potentiel spirituel supérieur, ce qui leur permet de produire des individus capables d'atteindre des niveaux de puissance exceptionnels,.
Les origines des Grandes Maisons Nobles s’inscrivent dans une mythologie ancestrale où les fondateurs jouent un rôle clé dans l'établissement du monde tel qu'il est, notamment en utilisant le pouvoir du Roi des Âmes pour séparer le monde des vivants et celui des morts. Cependant, cette façade légendaire masque les intrigues qui gangrènent la noblesse

### Chambre des 46 bureaux de Chūo

Symbole de la chambre des 46 bureaux de Chūo

La chambre des 46 bureaux de Chūo (中央四十六室, chūō yonjūroku shitsu, lit. Chambre des 46 au centre), plus communément appelée chambre des 46 est l'autorité législative et judiciaire suprême de la Soul Society. Elle est composée de quarante sages et de six juges provenant de toute la Soul Society ; ils vivent isolés du reste du monde dans un quartier spécifique du Seireitei nommé la Tour de la sérénité (清浄塔居林, Seijōtōkyorin, lit. Pagode immaculée de la forêt),.
En raison de son appartenance à l'armée royale, son action s'apparente plus à celle d'une cour martiale qu'à celle d'un tribunal : elle est sévère et expéditive. Elle est toute-puissante face aux accusés qui ne peuvent pas se défendre s'ils ne sont pas invités à le faire. Leurs décisions sont absolues et jamais dans l'Histoire de la Soul Society elles n'ont été remises en question,.
Le roi leur a délégué son pouvoir exécutif, faisant de la chambre des 46 le gouvernement officieux et totalitaire de la Soul Society.
Les membres de la chambre des 46 bureaux de Chūo ont tous été assassinés par Aizen et ses acolytes alors que Rukia était encore dans le monde réel ; ces derniers se sont alors relayés pour jouer le rôle de la Chambre grâce à l'illusion générée par Aizen. Après la fuite des traîtres, c'est le capitaine-général des treize armées de la Cour qui assume la charge de la Chambre en attendant sa reconstitution, qui semble effective au moment de la capture d'Aizen.

### Treize armées de la Cour

Symbole des treize armées de la Cour

Les treize armées de la Cour (護廷十三隊, Goteijūsantai, lit. Treize divisions de la Garde Impériale) forment l'un des trois principaux corps armés de la Soul Society. Ce corps a été formé par Shigekuni Yamamoto-Genryūsai, l'ancien capitaine-général (総隊長, Sōtaichō) et capitaine (隊長, Taichō) de la 1re division, poste tenu maintenant par Shunsui Kyōraku,.
Comme son nom l'indique, ce corps d'armée est formé de treize divisions, chacune étant commandée par un capitaine, secondé par un vice-capitaine (副隊長, Fukutaichō). En plus, de ces deux officiers, dix-huit autres postes de sous-officiers existent.
Chaque divisions comporte jusqu'à 200 shinigamis ce qui amène le total de l'armée à environ 3000 shinigamis.

#### Divisions
| Division                              | Capitaine∆                | Vice-capitaine∆              | Rôle                                                                      | Devise                                                                 | Signification de l'emblème |
| ------------------------------------- | ------------------------- | ---------------------------- | ------------------------------------------------------------------------- | ---------------------------------------------------------------------- | -------------------------- |
| 1re division (一番隊, ichibantai)     | Shunsui Kyōraku           | Nanao Ise / Genshirô Okikiba | Dirige le Seireitei                                                       |                                                                        | Pouvoir                    |
| 2de division (二番隊, nibantai)       | Soi Fon                   | Marechiyo Ōmaeda             | Assassinat / Espionnage                                                   |                                                                        | Poison                     |
| 3e division (三番隊, sanbantai)       | Ootoribashi Rôjûrô "Rose" | Izuru Kira                   |                                                                           |                                                                        | Désespoir / Non-violence   |
| 4e division (四番隊, yonbantai)       | Isane Kotetsu             | Kiyone Kotetsu               | Soins / Ravitaillement / Entretiens des locaux                            |                                                                        | Médecine                   |
| 5e division (五番隊, gobantai)        | Hirako Shinji             | Momo Hinamori                |                                                                           |                                                                        | Humilité                   |
| 6e division (六番隊, rokubantai)      | Byakuya Kuchiki           | Renji Abarai                 | Enquêtes internes du Seireitei                                            | Noblesse, pureté et rationalité                                        | Noblesse / Valeur          |
| 7e division (七番隊, nanabantai)      | Tetsuzaemon Iba           |                              |                                                                           |                                                                        | Courage / Honneur          |
| 8e division (八番隊, hachibantai)     | Lisa Yadomaru             |                              |                                                                           |                                                                        | Satisfaction               |
| 9e division (九番隊, kyūbantai)       | Muguruma Kensei           | Shūhei Hisagi / Mashiro Kuna |                                                                           | Celui qui ne craint pas sa propre épée, n'est pas digne de la brandir. | Oubli                      |
| 10e division (十番隊, jūbantai)       | Tōshirō Hitsugaya         | Rangiku Matsumoto            | Organisation militaire / Responsable stratégique et tactique du Seireitei |                                                                        | Contentement               |
| 11e division (十一番隊, jūichibantai) | Zaraki Kenpachi           | Madarame Ikkaku              | Combat à l'arme blanche                                                   | La victoire ou la mort                                                 | Guérison                   |
| 12e division (十二番隊, jūnibantai)   | Mayuri Kurotsuchi         | Akon                         | Développement de technologie                                              |                                                                        | Vigilance                  |
| 13e division (十三番隊, jūsanbantai)  | Rukia Kuchiki             |                              | Surveillance du monde terrestre                                           |                                                                        | Espoir                     |

∆ : il s'agit de la composition connue dans les derniers chapitres parus.

#### Méritocratie
Les treize armées de la Cour fonctionnent par rapport aux mérites de leurs soldats. La notion d'ancienneté a peu de valeur et les officiers sont en règle générale choisis pour les compétences, les capacités et la force qu'ils peuvent apporter à leur division.
Chaque division a ses propres valeurs et deux officiers de même rang n'auront pas les mêmes aptitudes d'une division à l'autre. Par exemple, tous les officiers de la quatrième division sont d'excellents soigneurs mais sont de piètres combattants, faisant d'eux la division la plus faible de toutes ; à l'inverse la onzième division privilégie la force et bien que les officiers y soient très forts, ils sont de piètres tacticiens, préférant un assaut direct à un combat soigneusement préparé.
Les capitaines, choisis par leurs pairs, ont quant à eux un système différent mais reposant toujours sur le mérite. Trois moyens existent pour devenir capitaine :
- savoir utiliser le bankaï et réussir un test de capacités et de personnalité mené par quatre capitaines dont le capitaine-général ;
- être recommandé pour ses compétences et sa personnalité par six capitaines et approuvé par trois autres des sept restants. Sur les neuf, le capitaine-général doit être compris[12] ;
- vaincre en combat singulier à mort le capitaine de la division désirée, en présence des deux cents shinigami composant la division[12].

Le premier moyen est le plus communément utilisé pour recruter et nommer un nouveau capitaine. De toute l'histoire des treize armées, la onzième division est la seule à utiliser traditionnellement la troisième voie, chaque prétendant tuant son prédécesseur et devenant le nouveau Kenpachi ; le capitaine actuel, Kenpachi Zaraki, est le 11e Kenpachi et a pris les rênes en tuant le 10e, Kenpachi Kiganjō, de la même manière que celui-ci l'avait fait avant lui en tuant le 9e.

#### Uniforme

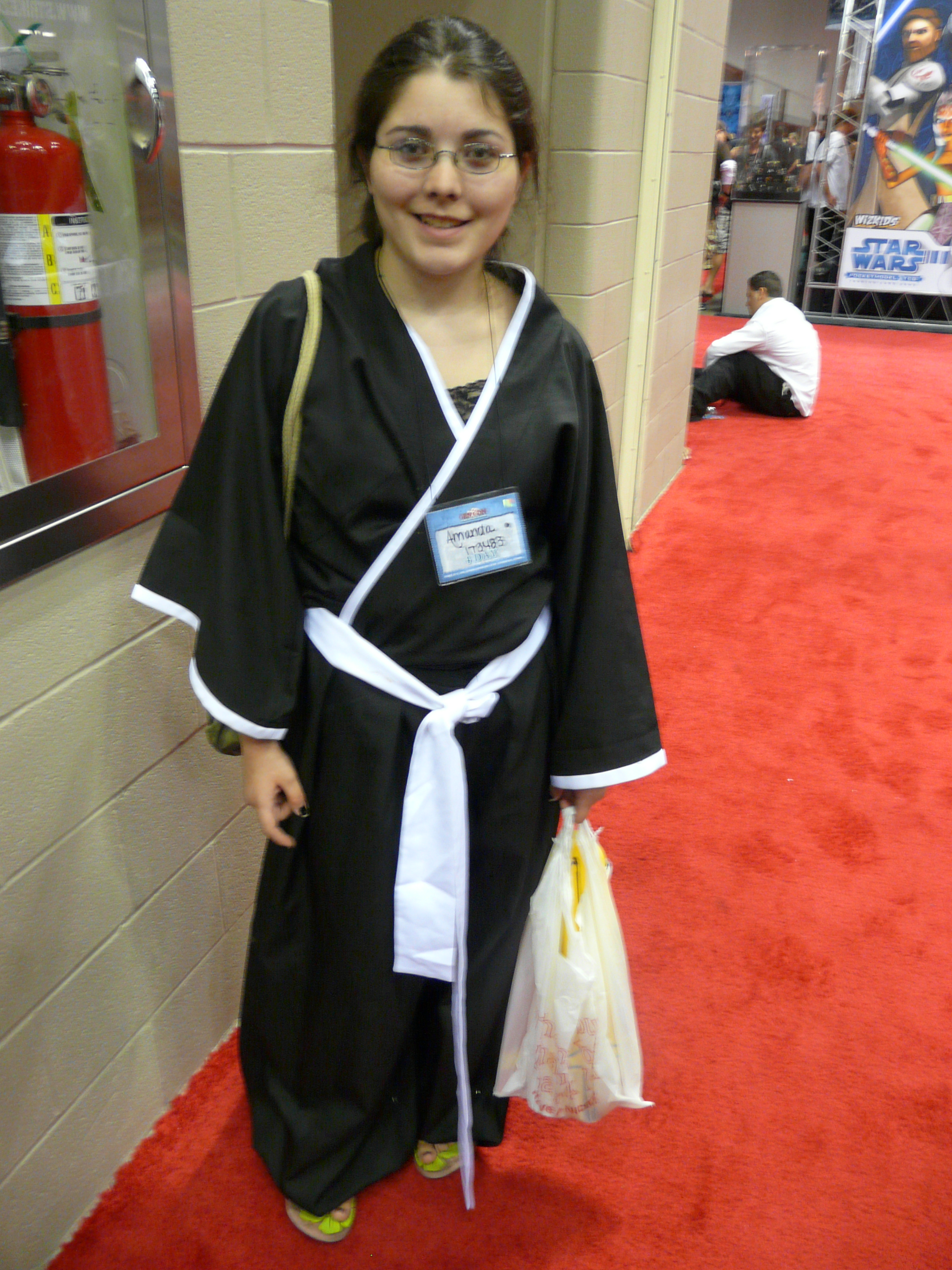
Cosplayeuse portant une reconstitution de shihakushō

L'uniforme de base est appelé le shihakushō (死覇装, lit. vêtement de âmes mortes), il est composé d'un shitagi (en) blanc par-dessus lequel est revêtu un kosode et un hakama noir. Un obi blanc permet de tenir le hakama et les pieds sont chaussés de tabi blanc et de waraji. L'emblème de la division du shinigami est brodée à l'intérieur du kosode pour des raisons de sécurité minimum.
En plus de cet uniforme de base pour les soldats, les capitaines et vice-capitaines ont des ornements supplémentaires qui permettent de les distinguer : les capitaines sont vêtus d'un haori blanc portant le symbole des treize armées de la Cour et le numéro de leurs divisions et les vice-capitaines portent un brassard sur le bras gauche avec le numéro et l'emblème de leur division inscrits dessus.
Cependant, la Soul Society semble assez peu regardante sur l'uniforme en dehors de ces deux derniers points car beaucoup d'officiers personnalisent leurs uniformes. Par exemple, la quasi-totalité des officiers de la 9e division porte un kosode sans manches.

### Forces spéciales

Symbole des forces spéciales

Les forces spéciales (隠密機動, Onmitsukidō, lit. Corps des tactiques secrètes) forment l’un des trois principaux corps armés de la Soul Society.
Ce corps d'armée est formé de cinq escadrons, chacun étant dirigé par un commandant (軍団長, gundanchō). Chaque commandant occupe le siège correspondant à son escadron dans la 2e division des treize armées de la Cour ; de manière générale, bien qu’elles soient autonomes sur le papier, la 2e division des treize armées de la Cour et les forces spéciales sont dans les faits étroitement liées depuis que Yoruichi Shihōin puis Soi Fon ont occupé simultanément les postes de commandants de ces deux corps ; par conséquent, plusieurs haut-gradés font partie des deux ensembles.

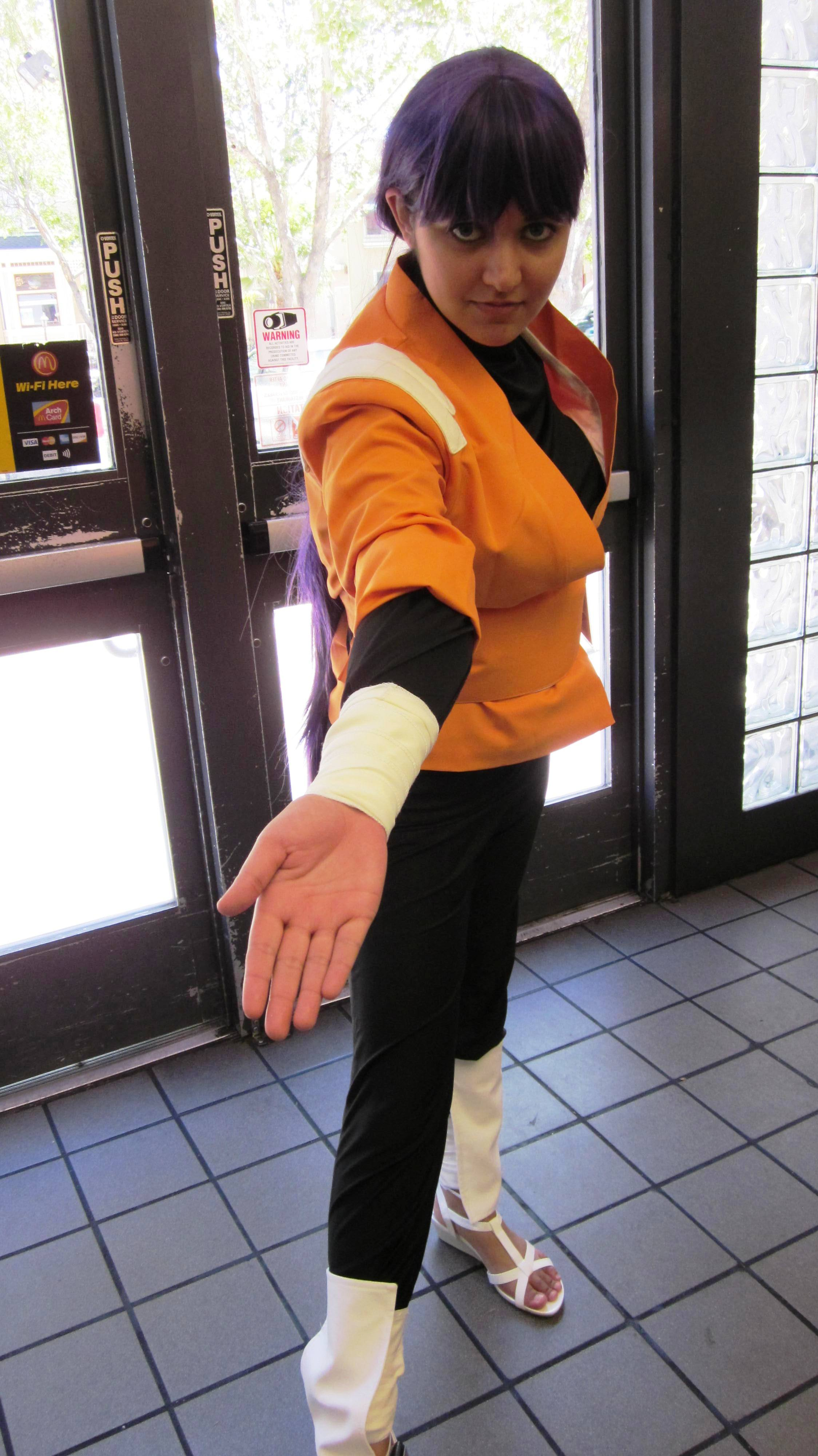
Cosplayeuse portant une reconstitution de l'uniforme du 5e escadron avec un uwagi orange.

Sur les cinq escadrons, seul le 4e escadron est encore inconnu. Chacun de ces escadrons occupe un rôle particulier au sein des forces spéciales, de la même manière que chaque division des treize armées occupe un rôle au sein de celle-ci :
- Le 1er escadron, la police militaire (刑軍, Keigun?, lit. Force de punition)[46], est chargée de traquer et neutraliser, voire assassiner, les traitres et les éléments considérés comme dangereux au sein des trois corps de l’armée. Son commandant est également le commandant-en-chef (総司令官, sōshireikan)?) des forces spéciales et les deux derniers commandants ont également été capitaines de la 2e division des treize armées de la Cour. Ses membres portent un uniforme assimilable à un shinobi shōzoku (en).
- Le 2e escadron, le corps de patrouille (警邏隊, Keiratai?, lit. Équipe de patrouille de la police)[46], est chargé de faire des patrouilles à l’intérieur du Seireitei ainsi que de mettre en place des unités de surveillance en cas de détention provisoire. Ses membres portent le shihakushō des treize armées de la Cour comme uniforme.
- Le 3e escadron, le corps de détention (檻理隊, Kanritai?, lit. Équipe de contrôle des prisons), est chargé de la garde des prisonniers et de l’Ujimushi no su (蛆虫の巣?, lit. Nid de vers), une prison spéciale où ne sont enfermés que les membres des trois corps de l’armée considérés comme potentiellement dangereux. Ses membres portent l’uniforme de la première ou de la deuxième division des forces spéciales.
- Le 5e escadron, l’unité de contre-espionnage (裏挺隊, Riteitai?)[46], est chargée de la transmission des messages et du contre-espionnage. Ses membres portent l’uniforme du 1er détachement des forces spéciales avec un uwagi (en) pourpre ou orange par-dessus.

### Corps des nécromanciens

Symbole du corps des nécromanciens

Le corps des nécromanciens (鬼道衆, Kidōshū) forme l'un des trois principaux corps armés de la Soul Society. On ne sait pratiquement rien sur ce corps d'armée, si ce n'est qu'il est constitué d'une unique division commandée par un capitaine et secondée par un vice-capitaine, et que ses membres n'ont pas de zanpakutō, mais sont plutôt spécialisés dans le kidō.
Ils sont chargés de l'ouverture du Senkaimon et de l'escorte des prisonniers. Pour cette dernière mission, ils sont en général équipés de sasumata (en).

### L'académie
Créée il y a plus de deux mille ans par le Commandeur Général Genryuusai Shigekuni Yamamoto, l'Académie des shinigami est le principal organisme formant des unités prêtes pour le combat. En effet, une fois leur apprentissage terminé, les meilleurs partiront comme officiers dans le Gotei 13, dans les Forces spéciales ou chez les Nécromanciens. Chaque année, l'académie accueille plusieurs centaines de nouveaux shinigami venant non seulement du Seireitei, mais également du rukongai. Les deux premiers capitaines à être sortis de l'académie sont Shunsui Kyoraku et Jûshirô Ukitake, même si Retsu Unohana semble avoir été leur senpai.

## Autres organisations

### Espada et números
Les membres de l’Espada et les números sont deux organisations d’arrancars, vivant dans le Hueco Mundo. Ils constituent l'élite des arrancars, créés parmi les plus puissants des hollows.
Les premiers apparus chronologiquement sont les números, qui sont parvenus à arracher leurs masques d'eux-mêmes. Ceux de l’Espada ont reçu l'aide de Sosuke Aizen et du Hogyoku pour obtenir leurs pouvoirs.
Les números sont les arrancars les moins puissants, et donc ceux qui portent un nombre à deux chiffres (Yammy étant une exception puisqu'il est en réalité l'espada zéro). Ils ont néanmoins une puissance supérieure à celle des Menos grande et ils sont placés sous le commandement des Espadas.
Les Espadas sont eux les arrancars les plus puissants, leurs chiffres vont de 0 à 9 (lors de ses premières apparitions, Yammy portait le numéro 10). Chacun des Espadas semble avoir une particularité et a sous son autorité des arrancars qui leur sont soumis, les fracción.

### Vizard
Les vizards (仮面の軍勢, vaizādo, japonais pour armée des masques, anglais pour visière ou pour vêtu d'une visière (visored)) sont un groupe d'anciens shinigami ayant subi une hollowmorphose.
Outre leurs pouvoirs de shinigami restés intacts, ils ont la capacité de faire apparaître temporairement un masque de hollow, ce qui leur permet d'amplifier leurs pouvoirs. Les premiers vizards connus étaient huit des hauts membres du Gotei 13 (avec le grade de capitaine ou vice-captaine), pris à leur insu comme sujets d'expérience par Sosuke Aizen sur l'hollowmorphose. Afin de stopper la mutation, Kisuke Urahara, alors capitaine de la douzième division, utilisa un sérum fait avec une flèche de Quincy. Déclarés ennemis de la Soul Society par la chambre des 46 bureaux de Chūo juste après leur transformation, ils devaient être exécutés mais se sont exilés dans le monde réel avec l'aide de Kisuke Urahara, Tessai Tsukibachi et Yoruichi Shihoin.
Depuis, ils ont abandonné leurs uniformes et vivent cachés dans un entrepôt désaffecté.
Ichigo Kurosaki possède également des capacités de vizard, mais il les a obtenues différemment : afin qu'il obtienne plus rapidement ses pouvoirs propres de shinigami, Kisuke Urahara a tranché sa chaîne de vie, le poussant à combattre son esprit, et à se transformer partiellement en hollow.

### Fullbringer
Les fullbringers sont un groupe d'hommes et de femmes capables de matérialiser et de manipuler l'« âme » des objets.
Ils viennent à la rencontre d'Ichigo afin de l'aider à retrouver ses pouvoirs de shinigami, perdus dans son affrontement face à Aizen.
D'après les scan et ginjo, leur pouvoirs viendrait d'une attaque de hollow sur leur mères alors qu'elles étaient enceintes d'eux.
C'est pour cette raison qu'ils ressentent les mêmes sentiments de rejets vis-à-vis de leur pouvoirs, qu'Ichigo pour son hollow intérieur.